# Larimus argenteus
Larimus argenteus es una especie de pez de la familia Sciaenidae en el orden de los Perciformes.

## Morfología
Los machos pueden llegar alcanzar los 35 cm de longitud total.

## Alimentación
Come principalmente crustáceos planctónicos.

## Hábitat
Es un pez de mar y de clima tropical.

## Distribución geográfica
Se encuentra en el Pacífico oriental: desde el sur de la Baja California (México) y el Golfo de California hasta el Perú.

## Uso comercial
Es común en los mercados locales.